# Toca do Vale
Antônio Neuro da Costa (Limoeiro do Norte, 15 de março de 1956), conhecido artisticamente como Toca do Vale, é um cantor brasileiro de forró eletrônico.

## Biografia
Filho de Raimundo Ludigério da Costa e Ana Maria da Costa, cresceu em origem humilde na zona rural de Limoeiro do Norte, na localidade de Espinho. Antes de ingressar no meio artístico, trabalhou como vendedor de rapadura.
Iniciou sua carreira no Grupo Nordestino de Paulo Ney, onde permaneceu como vocalista por 14 anos. Posteriormente, integrou a primeira formação da banda Brasas do Forró.
É considerado um dos principais intérpretes do forró regional, sendo presença frequente em festas juninas, especialmente em Caruaru e outras cidades do Nordeste. Em 2019, foi homenageado no Programa de Geraldo Luís em rede nacional de televisão.